# Zorochros
Zorochros is een geslacht van kevers uit de familie  
kniptorren (Elateridae).
Het geslacht is voor het eerst wetenschappelijk beschreven in 1859 door Carl Gustaf Thomson.

## Soorten
Het geslacht omvat de volgende soorten:
- Zorochros aenigmatosus (Dolin, 1995)
- Zorochros aequicollis (Reitter, 1895)
- Zorochros albipilis (Candèze, 1873)
- Zorochros albitactus (Candèze, 1895)
- Zorochros alysidotus (Kiesenwetter, 1858)
- Zorochros amalec (Peyerimhoff, 1907)
- Zorochros amamiensis (Arimoto, 1987)
- Zorochros anatolicus (Dolin & Mertlik, 2002)
- Zorochros angularis (Candèze, 1869)
- Zorochros araxicola (Reitter, 1895)
- Zorochros assamensis (Dolin, 2002)
- Zorochros bellula (Candèze, 1894)
- Zorochros bellulus (Candèze)
- Zorochros binodulus (Klug, 1832)
- Zorochros birganjianus (Ôhira & Becker, 1973)
- Zorochros boubersi (Leseigneur, 1970)
- Zorochros brancuccii (Dolin, 1999)
- Zorochros canescens (Champion, 1895)
- Zorochros capillatus (Dolin, 1999)
- Zorochros caucasicus (Jagemann, 1939)
- Zorochros caurinus (Horn, 1891)
- Zorochros cinefactus (Lewis, 1894)
- Zorochros compaginatus (Dolin, 1999)
- Zorochros costicollis (Fairmaire, 1897)
- Zorochros cretensis Platia, 2004
- Zorochros crux (Küster, 1849)
- Zorochros cucullatus (Horn, 1891)
- Zorochros curatus Candèze
- Zorochros curtus (Germar, 1844)
- Zorochros davidianus (Candèze, 1882)
- Zorochros dermestoides (Herbst, 1806)
- Zorochros dispersus (Horn, 1891)
- Zorochros dufouri (Buysson, 1900)
- Zorochros ecarinatus (Dolin, 1999)
- Zorochros fasciatus (Candeze)
- Zorochros flavipes (Aubé, 1850)
- Zorochros freyi (Dolin, 1996)
- Zorochros georgi (Dolin, 1996)
- Zorochros georgicus (Dolin & Chantladze, 1980)
- Zorochros godavariensis (Ôhira & Becker, 1974)
- Zorochros gradarius (Horn, 1891)
- Zorochros griseopictus (Fairmaire, 1901)
- Zorochros gurjevae (Dolin, 1995)
- Zorochros heyrovskyi (Roubal, 1940)
- Zorochros hispidus (Dolin & Atamuradov, 1987)
- Zorochros housaianus (Kishii, 1994)
- Zorochros humeralis (Candèze, 1873)
- Zorochros hummeli (Fleutiaux, 1936)
- Zorochros ibericus (Franz, 1967)
- Zorochros inconspicuus (Dolin, 1999)
- Zorochros indicus (Motschulsky, 1858)
- Zorochros interpositus (Dolin & Agajev, 1993)
- Zorochros iranicus (Dolin in Dolin & Mertlik, 2002)
- Zorochros iriei (Ôhira, 1977)
- Zorochros jaechi (Dolin, 1999)
- Zorochros javanensis (Dolin, 2002)
- Zorochros jobiti Fleutiaux, 1932
- Zorochros kopeckyi Platia & Gudenzi, 1998
- Zorochros kopetdaghensis (Dolin, 1995)
- Zorochros kourili (Roubal, 1936)
- Zorochros kurdicus (Dolin & Mertlik, 2002)
- Zorochros lazorkoi (Dolin, 2003)
- Zorochros lewisi (Schwarz, 1907)
- Zorochros loebli (Dolin, 1999)
- Zorochros lotharensis (Ôhira & Becker, 1973)
- Zorochros maai (Ôhira, 1973)
- Zorochros maai Ôhira, 1973
- Zorochros malayanus (Dolin, 1999)
- Zorochros mansusanensis (Han, 2000)
- Zorochros melsheimeri (Horn, 1891)
- Zorochros meridionalis (Laporte, 1840)
- Zorochros merkli Mertlik, 1998
- Zorochros mesasiaticus (Dolin, 1995)
- Zorochros misellus (Boheman, 1859)
- Zorochros murinoides (Gurjeva, 1963)
- Zorochros murinus (Reitter, 1895)
- Zorochros musculus (Eschscholtz, 1822)
- Zorochros mussardi (Dolin & Cate, 1998)
- Zorochros nanus (Gurjeva, 1963)
- Zorochros nikkoensis (Kishii, 1976)
- Zorochros nitobei Miwa, 1930
- Zorochros oblongus (Fleutiaux, 1934)
- Zorochros opacus (Dolin, 1999)
- Zorochros osawai (Ôhira, 1972)
- Zorochros pakistanicus (Dolin, 1999)
- Zorochros palii (Dolin & Atamuradov, 1987)
- Zorochros pallicrus (Desbrochers des Loges, 1875)
- Zorochros penevi (Dolin, 2003)
- Zorochros perpusillus (Candèze, 1878)
- Zorochros persimilis (Dolin, 1996)
- Zorochros pictus (Candèze, 1892)
- Zorochros pilosellus (Reitter, 1895)
- Zorochros plorabilis (Dolin, 1999)
- Zorochros pumilio (Kiesenwetter, 1858)
- Zorochros quadriguttatus (Laporte, 1840)
- Zorochros quadrinaevus (Reitter, 1895)
- Zorochros quadripustulatus (Preyssler, 1792)
- Zorochros recellentus (Dolin, 1995)
- Zorochros sarawakensis (Ôhira, 1973)
- Zorochros sarawakensis Ôhira, 1973
- Zorochros sausai (Dolin, 2002)
- Zorochros schilhammeri (Dolin, 2002)
- Zorochros schoenmanni (Dolin, 1999)
- Zorochros scitus (Candèze, 1897)
- Zorochros scotti Fleutiaux, 1935
- Zorochros scutellaris (Dolin, 1999)
- Zorochros sericeus (Candèze, 1892)
- Zorochros sinensis (Fleutiaux, 1936)
- Zorochros stibicki (Leseigneur, 1970)
- Zorochros suzukii Ôhira, 1995
- Zorochros tarbinskyi (Dolin, 1998)
- Zorochros tetratoma (Rosenhauer, 1856)
- Zorochros titanus (Dolin & Cate, 1998)
- Zorochros trigonochirus (Binaghi, 1933)
- Zorochros tristis (Fairmaire, 1903)
- Zorochros truncatus (Han, 2000)
- Zorochros tshatkalensis (Dolin, 1971)
- Zorochros turkmenicus (Dolin & Atamuradov, 1994)
- Zorochros villosus (Dolin, 1999)
- Zorochros wrasei (Dolin, 1999)
- Zorochros yunnanus (Fleutiaux, 1940)